# Gayenna vittata
Gayenna vittata är en spindelart som först beskrevs av Eugen von Keyserling 1881.  Gayenna vittata ingår i släktet Gayenna och familjen spökspindlar.
Artens utbredningsområde är Peru. Inga underarter finns listade i Catalogue of Life.